# Carl Bengtström
Carl Bengtström (13 de enero de 2000) es un deportista sueco que compite en atletismo, especialista en las carreras de velocidad y de vallas.
Ganó una medalla de bronce en el Campeonato Mundial de Atletismo en Pista Cubierta de 2022, una medalla de bronce en el Campeonato Europeo de Atletismo de 2024 y una medalla de bronce en el Campeonato Europeo de Atletismo en Pista Cubierta de 2023.

## Palmarés internacional
| Campeonato Mundial en Pista Cubierta | Campeonato Mundial en Pista Cubierta | Campeonato Mundial en Pista Cubierta | Campeonato Mundial en Pista Cubierta |
| Año                                  | Lugar                                | Medalla                              | Prueba                               |
| ------------------------------------ | ------------------------------------ | ------------------------------------ | ------------------------------------ |
| 2022                                 | Belgrado (Serbia)                    | Medalla de bronce                    | 400 m                                |
| Campeonato Europeo                   |                                      |                                      |                                      |
| Año                                  | Lugar                                | Medalla                              | Prueba                               |
| 2024                                 | Roma (Italia)                        | Medalla de bronce                    | 400 m vallas                         |
| Campeonato Europeo en Pista Cubierta |                                      |                                      |                                      |
| Año                                  | Lugar                                | Medalla                              | Prueba                               |
| 2023                                 | Estambul (Turquía)                   | Medalla de bronce                    | 400 m                                |